# エヒラ家具
エヒラ家具（江平家具、株式会社エヒラ）は、愛知県西尾市一色町に本店を置く家具販売会社。通信販売を行っており、愛知県知多郡にショールームも構えている。

## 概要
愛知県西三河を中心に国内メーカーではカリモクなどの一般家具からフランスベッド・シーリー・シモンズ・サータ・ドリームベッド・アンネルベッドなど国内のベッドメーカーの取扱店となっている。海外メーカーではFLEX STEELを中心にワンランク上の家具を販売している。元々が家具製造業のため、幅広い知識が特徴である。他の通信販売業と比べて珍しい特徴としては、現在の代表は5代目の江平裕一であるが、6代目として江平成年が指名されていることが公表されていることである。

## 商品
店舗では輸入家具やカリモクを中心に販売をしている。ネットショップは国内メーカーを中心に幅広い商品を販売している。

## 沿革
- 1872年（明治4年）  -  初代が廃藩置県により侍を辞め、当時の金額50円を借りて紺屋として染物業を始める。
- 1905年（明治38年） - 長持ち製造業者として「江平商店」を開業。
- 1946年（昭和21年） - 「江平タンス店」に改める。婚礼家具（桐タンス）の製造を始める。
- 1970年（昭和45年） - 「エヒラ家具」に改める。家具の製造を止め、家具小売業を始める。
- 1997年（平成9年）  - 輸入家具の販売開始。
- 2005年（平成17年） - オンラインショップ「E－FLAT」を開設する。
- 2007年（平成19年） - エヒラ家具Yahoo!ショッピング支店を開設する。
- 2009年（平成21年） - エヒラ家具楽天市場支店を開設する。
- 2013年（平成25年） - Amazon.co.jpにて「アマゾンエヒラ家具」を開設する。
- 2022年（令和4年） -株式会社エヒラにて改組する。